# Чандарлы (семья)
Чандарлы (тур. Çandarlılar или Çandarlı ailesi) — турецкая семья, из которой происходили 5 великих визирей Османской империи: Кара Халил Хайреддин-паша, Али-паша, Ибрагим-паша, Халил-паша, Ибрагим-паша (Младший).

## Происхождение и фамилия
Нисба семьи в разных источниках указывается по-разному: Джендери (Cenderî), Чендери (Çenderî), Чандарлы (Çandarlı), Джендерлю (Cenderlü), Чандарлу (Çandarlu), Джендерели (Cendereli), Джендерелю (Cenderelü), но распространенным стало Чандарлы (Сandarlı). В надписях мечети в Изнике и мечети в Сере глава семьи Халил Хайреддин-паша указан как Джендери. В документе 1390 года имя его сына было написано как Ильяс б. Халил ал-Джендери. Один из первых османских историков, Ахмеди, записал фамилию как «Джендери» («Cenderî»). Поэтому, по словам турецкого историка М. Актепе, более верным было бы называть семью не Чандарлы, а Джендери.
Происхождение семьи неизвестно, но семейные легенды указывают на деревушку Джендере в районе Сиврихисара или Наллыхана. Известно, что основатель династии визирей Кара Халил Хайреддин-паша родился в этой деревне. Халил происходил из класса учёных людей (ахи).

## История

### Кара Халил
Кара Халил Хайреддин-паша и шейх Эдебали были женаты на сестрах — дочерях Таджеддина Кюрди из медресе Изника. Шейх Эдебали был отцом жены Османа Гази, так что сыновья Халила были близкими родственниками сыновьям Османа. Семья в то время занимала высокое положение. Предположительно, Кара Халил стал визирем после Синануддина Факих Юсуфа-паши в 1363/64 или 1364/65 году. Он также был командующим армией во время завоевания Западной Фракии. Это положило начало традиции, по которой последующие османские великие визири отвечали и за управление государством, и за командование армией. В 1387 году Кара Халил заболел и умер. У него было три сына: Али, Ильяс и Ибрагим. После смерти Халила визиря занял его старший сын Чандарлы Али-паша.

### Сын Халила Али
Али-паша занимал пост великого визиря при трёх султанах: Мураде I, Баязиде I и во время османского междуцарствия при Сулеймане Челеби. Али-паша умер 18 декабря 1406 года в лагере перед замком Анкары и был захоронен в Изнике в мечети его отца Кара Халила Хайреддина-паши. Лишившись своего визиря и его советов, Сулейман проиграл борьбу за трон брату Мехмеду. Согласно Энциклопедии Ислама, Али-паша не просто внёс вклад в организацию Османской администрации, он сыграл решающую роль в её развитии. Детей у Али не было.

### Сын Халила Ильяс

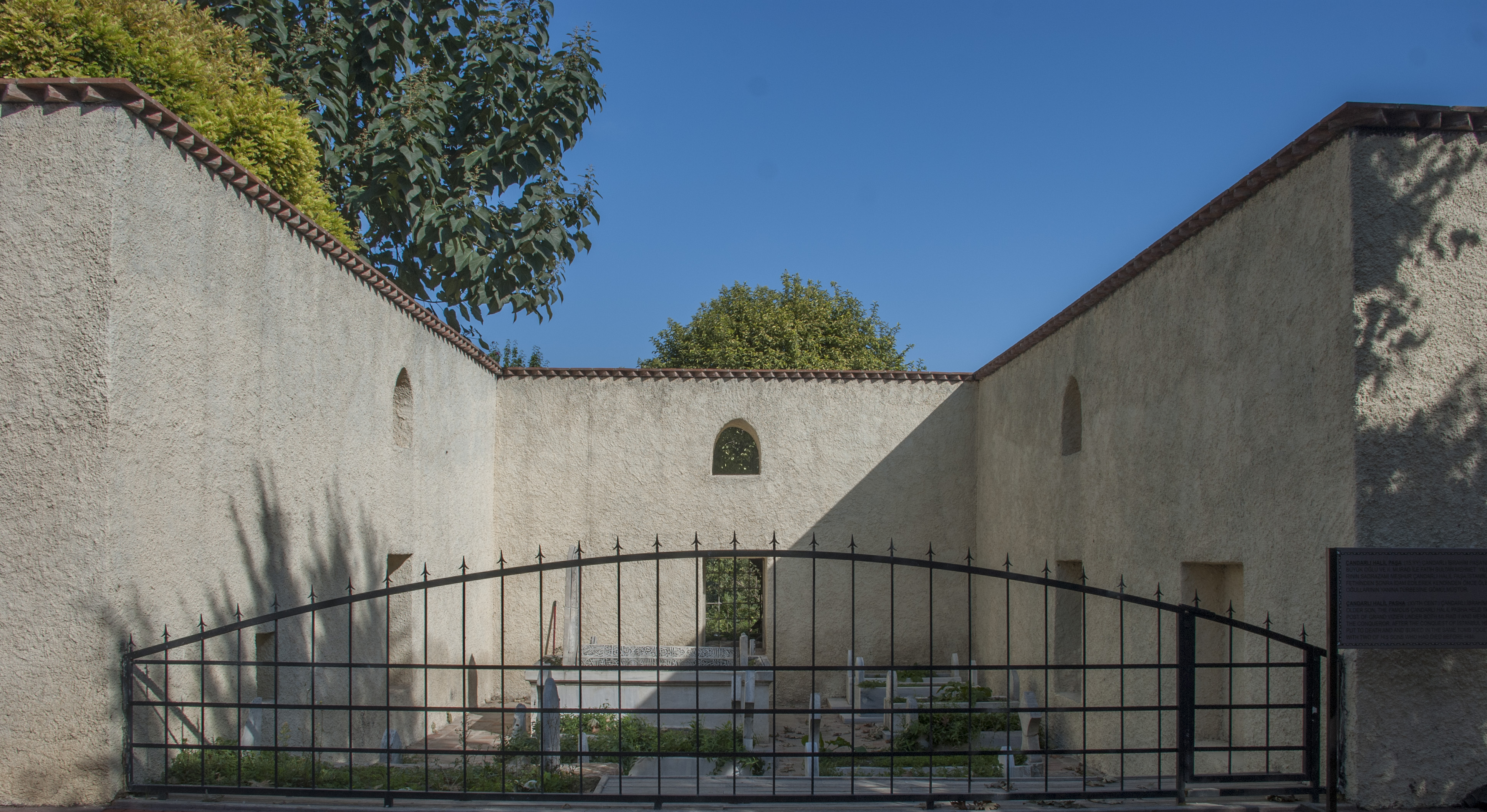
Захоронения членов семьи в Изнике

Про Ильяса, второго сына Кара Халила, известно, что он не входил в илмие (сословие учёных), как его отец и братья. Он был военным, дослужившимся до звания бейлербея. Он жил в Галлиполи, и скончался во время правления Баязида I. В Галлиполи он построил хаммам, завие и основал вакф. В Изнике он тоже оставил строения и вакуф. Сын Ильяса, Давуд, умер в ноябре 1482 года. Он похоронен в тюрбе Халила-паши в Изнике. Давуд построил фонтан возле мечети Сулеймана-паши в Изнике. Его потомки образовали серезскую ветвь семьи.

### Сын Халила Ибрагим
Младший брат Али-паши, Ибрагим-паша, в период османского междуцарствия сначала служил Мусе Челеби, однако, разочаровавшись в нём, перешёл на сторону Мехмеда I. Султан Мурад II назначил его на пост великого визиря в 1421 году. У Ибрагима-паши от его жены по имени Ханым-хатун, дочери Дедебали Исфахана-шаха, было два сына, Махмуд и Мехмед, и две дочери, Фатьма и Хатидже. Кроме них у Ибрагима был старший сын, Халил, от другой женщины. Махмуд был женат на дочери султана Мехмеда I и сестре султана Мурада II Хафсе-cултан. Он дослужился до звания санджакбея Болу. В битве при Куновице он попал в плен и был освобождён в рамках Сегедского мирного договора за выкуп в 70 тысяч дукатов. В 1442 году он построил в Изнике мечеть и был похоронен перед михрабом этой мечети.

### Сын Ибрагима Халил (2)
Старший сын Ибрагима-паши, Халил-паша, был великим визирем Мурада II и Мехмеда II. В 1453 году после захвата Константинополя он был казнён. Одной из жен Халила была дочь Эвреноса . У Халила было шесть сыновей (Ахмед, Юсуф, Мехмед, Сулейман, Мустафа, Ибрагим) и две дочери (Илалди и Эслеме). Ахмед и Юсуф умерли при жизни отца. Мехмед присоединился к тарикату и не интересовался мирскими делами. Старший сын Халила-паши, Сулейман, получил образование в медресе и принадлежал сословию илмие. В середине XV века при жизни отца он был кадиаскером, но был арестован вместе с отцом и лишен должности. Он умер в 1455 году и похоронен вместе с отцом в Изнике. Известно о двух его сыновьях: Хайреддин, который был жив в начале 15 века, и Мехмеде, который умер в 1490 году. У Мехмеда был сын Джафер. Дочь Халила Эслеме-хатун вышла замуж за Яхши-бея, сына Хамзы-бея, другая дочь, Илалди-хатун вышла замуж за Бали-бея из ученого сословия.

### Сын Халила (2) Ибрагим (2)
Матерью младшего сын Халила-паши, Ибрагима, была дочь Эвреноса . Ибрагим получил образование в медресе и стал кади Эдирне. Во время правления султана Баязида II он стал великим визирем. Ибрагим-паша был последним великим визирем из семьи Чандарлы. Он имел трех жен и семерых детей: четверо сыновей и три дочери.
Одной из жен Ибрагима-паши была Хунди-хатун, дочь бейлербея Румелии Дайи Караджа-паши, командовавшего армией Румелии при захвате Константинополя в 1453 году и погибшего при осаде Белграда. От неё у Ибрагима была дочь по имени Шах-Хубан-Хатидже. Другой женой Ибрагима-паши была Хунди-хатун, дочь Хызыра-бея. От неё у Ибрагима были сын Исхак и дочь Хатидже. Исхак-бей стал попечителем вакуфов своих родителей в Эдирне. После Исхака попечителем вакуфов стал его сын Али-бей.
Ещё одной женой Ибрагима-паши была Ханзаде Ханым-султан, внучка Мехмеда I от дочери Сельчук-султан. От неё у Ибрагима был сын Мухиддин Мехмед Челеби. Он стал попечителем вакуфов своего отца в Стамбуле.
Сын Ибрагима Иса (неизвестно, от какой жены) получил образование в медресе, преподавал в медресе Давуда-паши в Стамбуле, а затем в медресе Уч Шерефели в Эдирне, затем был кади Пловдива, а в 1511 году он стал нишанджи (секретарь дивана). Селим II назначил его кадиаскером Анатолии. До 28 февраля 1514 года он был санджакбеем. Известно, что в 1523 году его перевели из санджака на месте бейлика Ментеше в санджак Алеппо. После 1527 года он был бейлербеем Карамана и Дамаска. Силовое подавление им восстания в Алеппо вызвало жалобы населения, поэтому Ису перевели на должность бейлербея Сиваса. Благодаря покровительству великого визиря Ибрагима-паши Иса был возвращен на пост бейлербея Дамаска. На этой должности Иса оставался до своей смерти в 1549 году.
Кроме Мехмеда и Исы у Ибрагима было ещё два сына. Согласно И. Х. Узунчаршилы, их звали Сулейман и Исхак. М. Актепе и В. Менаж называли их Сулейман и Хусейн. Хуссейн был бейлербеем Коньи, Алеппо и Диярбакыра. Он умер в 1533/34 году в должности бейлербея Диярбакыра.
У Исы были сыновья Ибрагим, Ахмед, Мехмед и Халил. Халил родился в 1508 году, обучался в медресе своего деда в Стамбуле, а затем преподавал в нём. В 1546 году он начал преподавать в медресе Атик Али-паши в Стамбуле, а затем перешел к административном должностям. Он стал дефтердаром (казначеем) провинции Мараш, затем был санджакбеем. В марте 1558 года он был санджакбеем Афьонкарахисара и лалой сына шехзаде Баязида Орхана. После убийства шехзаде Баязида и его сыновей Халил был назначен дефтердаром провинции Будин. 9 сентября 1565 года он был освобожден от службы и вернулся в Стамбул, где проживал до своей смерти в 1568/69 или 1570 году. В Стамбуле он подготовил тахрир (реестр) двенадцати санджаков провинции Будин. Эта книга известна как Дефтер-и Халил, она была взята за основу в переговорах с Австрией. О других сыновьях Исы данных нет.

## Представители семьи
|                   |                   |                   |                   | Кара Халил-паша   |                   |  |  |                            |                       |                       |                       |                       |                       |  |  |  |  |  |  |  |  |  |  |
|                   |                   |                   |                   |                   |                   |  |  |                            |                       |                       |                       |                       |                       |  |  |  |  |  |  |  |  |  |  |
|                   |                   |                   |                   |                   |                   |  |  |                            |                       |                       |                       |                       |                       |  |  |  |  |  |  |  |  |  |  |
| Чандарлы Али-паша | Чандарлы Али-паша | Чандарлы Али-паша | Чандарлы Али-паша | Чандарлы Али-паша | Чандарлы Али-паша |  |  | Чандарлы Ибрагим-паша      | Чандарлы Ибрагим-паша | Чандарлы Ибрагим-паша | Чандарлы Ибрагим-паша | Чандарлы Ибрагим-паша | Чандарлы Ибрагим-паша |  |  |  |  |  |  |  |  |  |  |
| Чандарлы Али-паша | Чандарлы Али-паша | Чандарлы Али-паша | Чандарлы Али-паша | Чандарлы Али-паша | Чандарлы Али-паша |  |  | Чандарлы Ибрагим-паша      | Чандарлы Ибрагим-паша | Чандарлы Ибрагим-паша | Чандарлы Ибрагим-паша | Чандарлы Ибрагим-паша | Чандарлы Ибрагим-паша |  |  |  |  |  |  |  |  |  |  |
|                   |                   |                   |                   |                   |                   |  |  | Чандарлы Халил-паша        |                       |                       |                       |                       |                       |  |  |  |  |  |  |  |  |  |  |
|                   |                   |                   |                   |                   |                   |  |  |                            |                       |                       |                       |                       |                       |  |  |  |  |  |  |  |  |  |  |
|                   |                   |                   |                   |                   |                   |  |  | Чандарлы Ибрагим-паша (II) |                       |                       |                       |                       |                       |  |  |  |  |  |  |  |  |  |  |